# Tratatul de la Satu Mare

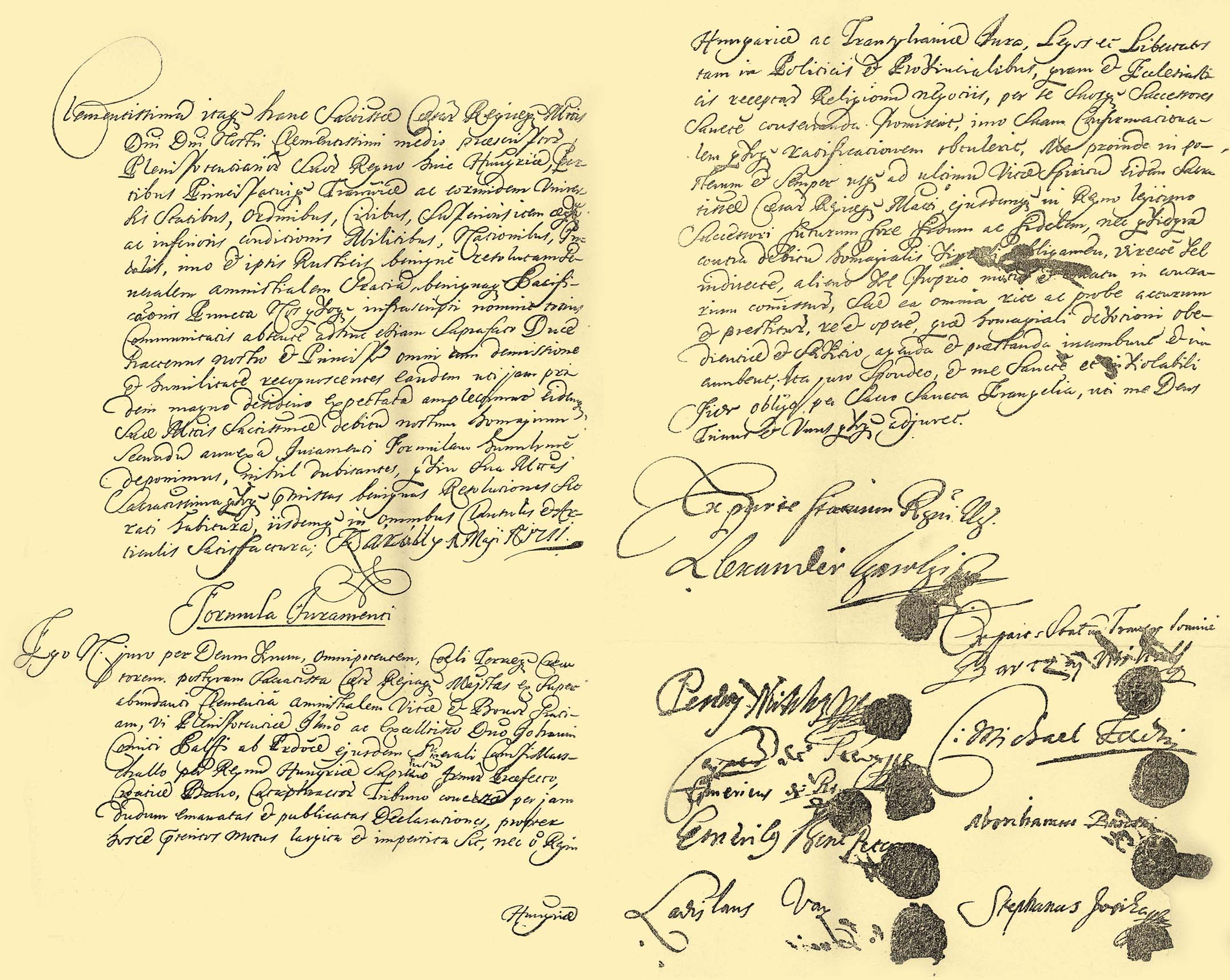
Tratatul de la Satu Mare, Arhivele Naționale Austriece

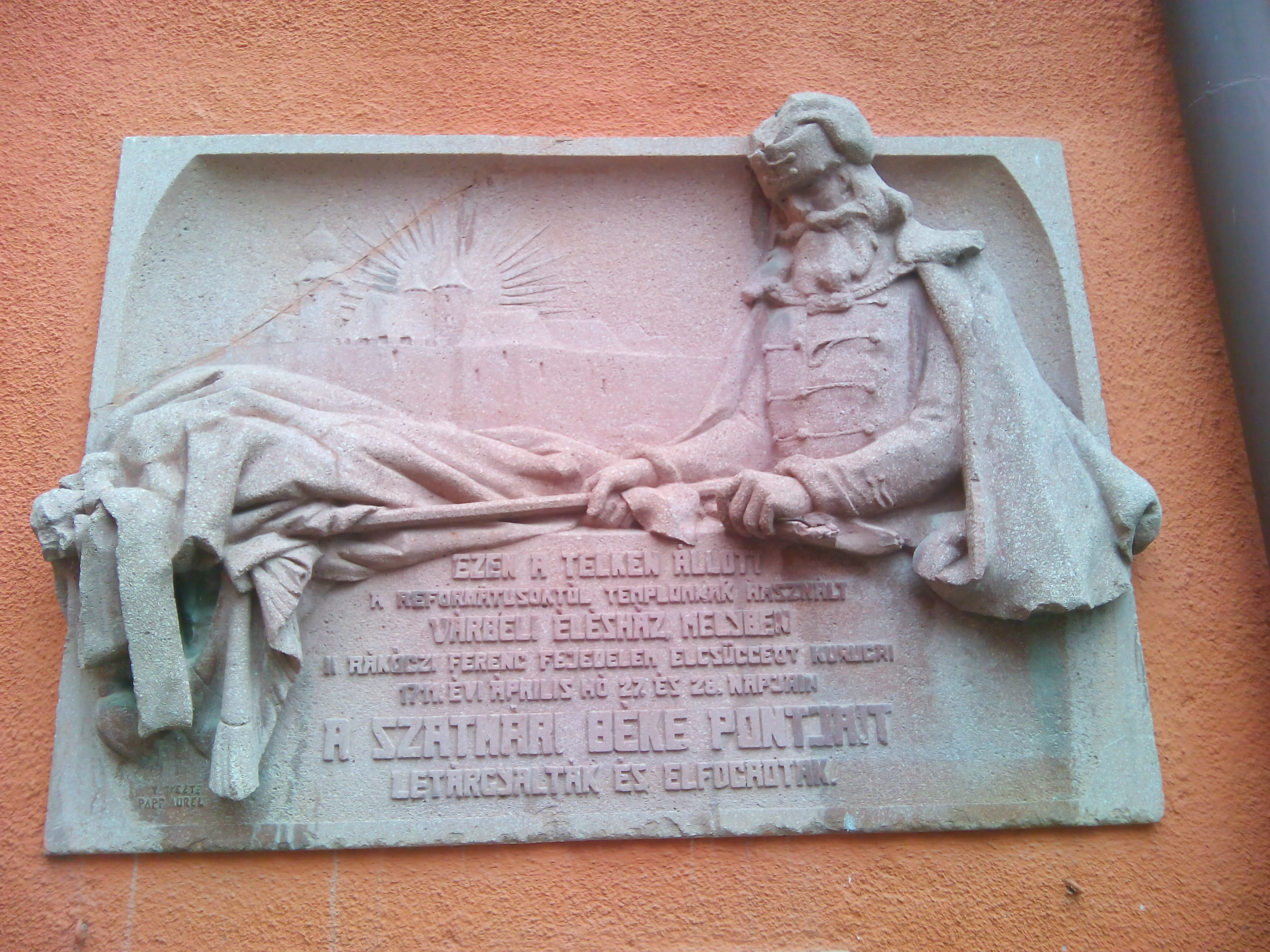
Placa memorială „Pacea de la Satu Mare”, realizată în 1911 de Aurel Popp pentru Muzeul de Artă din Satu Mare

Tratatul de la Satu Mare (sau Pacea de la Satu Mare) a fost un tratat de pace încheiat la Satu Mare (azi oraș din România) pe 29 aprilie 1711 între împăratul habsburgic Carol al VI-lea, moșierii maghiari și rebelii curuți. El a pus capăt în mod oficial Răscoalei lui Rákóczi, care începuse în 1703.
În Războiul dintre Liga Sfântă și Imperiul Otoman, forțele Monarhiei Habsburgice au cucerit o mare parte a Ungarei Otomane. Cu toate acestea, noii ocupanți s-au confruntat curând cu rezistența magnaților maghiari conduși de Francisc Rákóczi al II-lea, ce a culminat cu răscoala lui Rákóczi, care s-a răspândit din 1703 în Ungaria de Sus (teritoriu aflat astăzi în cea mai mare parte în Slovacia), Transilvania și Rutenia Carpatică. Trupele rebelilor au fost învinse decisiv în 1708 de o armată habsburgică condusă de feldmareșalul Sigbert Heister, susținută de forțele rasciene (sârbe), în Bătălia de la Trencsén. Deoarece conflictul mocnea în continuare, președintele Hofkriegsrat-ului, prințul Eugen de Savoia, l-a numit pe feldmareșalul maghiar loialist János Pálffy ca negociator-șef. În noiembrie 1710 Pálffy a luat legătura cu comandantul militar antihabsburgic Sándor Károlyi și a obținut un armistițiu pe 13 ianuarie 1711.
Pálffy și Rákóczi s-au întâlnit la Vaja pe 31 ianuarie 1711; cu toate acestea, Rákóczi a respins condițiile de pace propuse. Pe 21 februarie 1711 el a plecat în Polonia pentru a solicita sprijin țarului Petru cel Mare, care era implicat în Marele Război al Nordului. Rákóczi l-a numit pe Sándor Károlyi comandant-șef al cetăților rămase sub controlul curuților și a interzis explicit orice alte negocieri de pace. Károlyi a ignorat ordinul și a convocat o adunare a insurgenților la Satu Mare, care a decis pe 4 aprilie asupra condițiilor preliminare de pace și a ordonat o încetare a focului.
Pe 17 aprilie 1711 împăratul habsburgic Iosif I a murit și i-a succedat fratele său, Carol al VI-lea, care a avut un interes vital pentru încetarea acțiunilor militare, urmărind obținerea coroanei Ungariei. Trimișii săi au ajuns la Satu Mare, iar feldmareșalul János Pálffy și Sándor Károlyi au ajuns curând la un acord. Când a aflat ce s-a întâmplat în lipsa lui, conducătorul rebel Rákóczi a fost furios, a refuzat orice concesie și s-a stabilit în Polonia. Tratatul a fost semnat oficial în 1 mai 1711 de către Pálffy, Károlyi, împreună cu numeroși delegați imperiali, maghiari, curuți și transilvăneni. Pe baza termenilor acordului, împăratul Carol a promis să mențină integritatea și autonomia teritoriilor Ungariei și Transilvaniei. Mai mult decât atât, acordul a acordat o amnistie generală insurgenților curuți. Impactul tratatului a fost evident în data de 1 mai 1711, atunci când 12.000 de foști susținători ai lui Rákóczi au jurat credință Casei de Habsburg.

## Legături externe
- Hungary - The Modern Period
- Hungarian History - Chapter VII
- Hungary before Socialist Industrialization
- WHKMLA: The Kuruc Rebellion, 1703-1711